# Barres (sport)
Pour les articles homonymes, voir Barres.

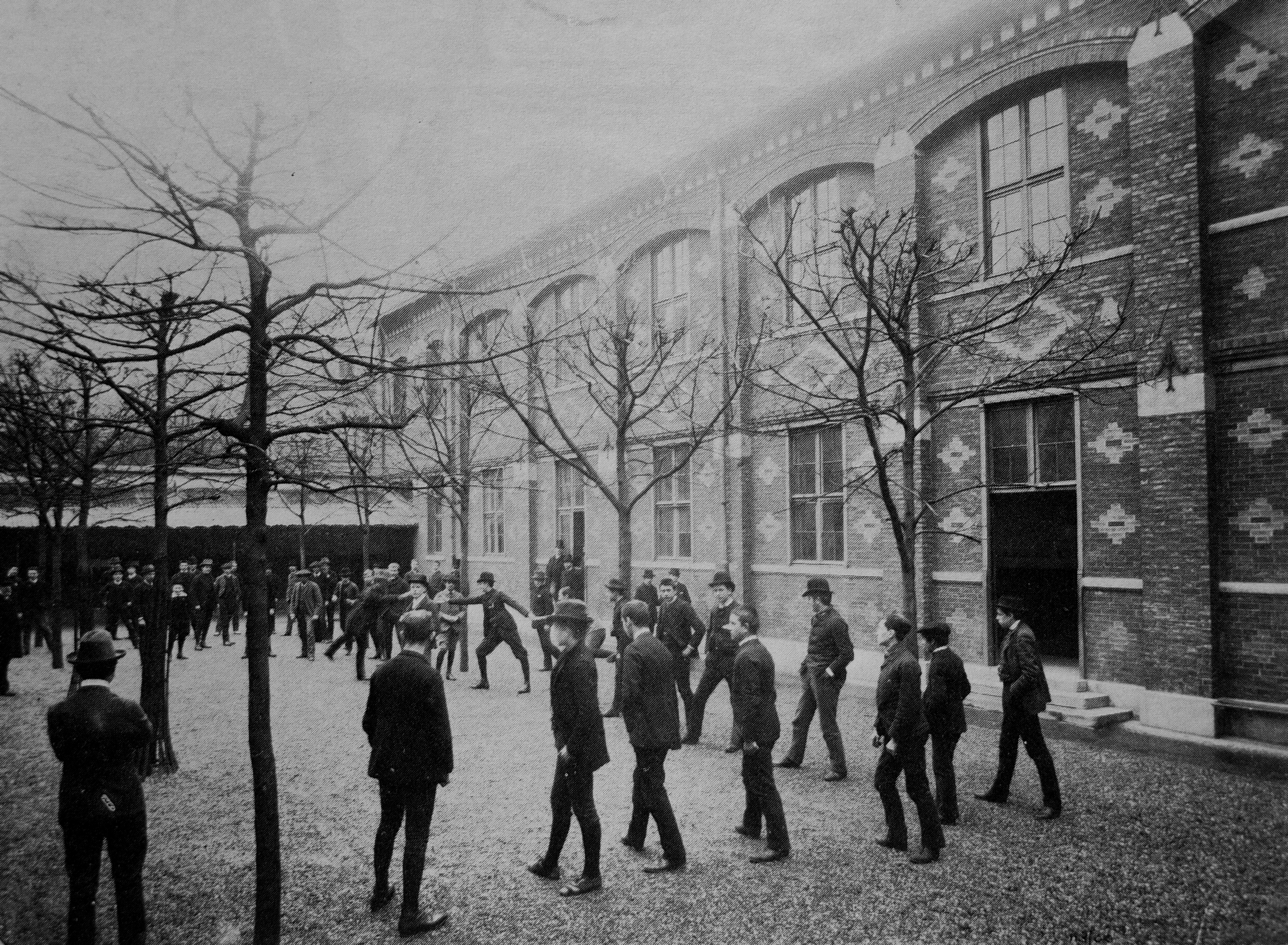
Vers 1890, les élèves de l'École Alsacienne à Paris jouent aux barres.

Les barres ou le jeu de barre désigne un jeu sportif traditionnel.

## Origines historiques
La pratique du jeu de barres remonte textuellement en France au XIIIe siècle. Le terme barres apparaît en 1283 dans l'ouvrage de loi des Coutumes de Beauvaisis : « Aucune fois avient que jeus est commenciés si comme pour behourder, ou pour couler, ou pour jouer aux barres [...] »
.
On le voit également mentionné en 1300 dans un texte de Jean de Garlande décrivant une « sorte de jeu » spécialement pratiqué en France. Un texte de 842 évoque probablement ce jeu, sans le nommer [réf. nécessaire].
De nombreux documents reprennent l'information de Claude Aveline selon laquelle l'origine du jeu de barres serait à rechercher dans l'ostrakinda (jeu de l'antiquité grecque mentionné par Platon dans la République) mais l'auteur ne mentionne aucun élément à l'appui de cette hypothèse.

## XVIIesiècle
Le Thresor de la langue françoyse tant ancienne que moderne (1606) de Jean Nicot décrit ainsi ce jeu : « jeu de barres, lequel se joue par deux bandes, l'une front à front de l'autre en pleine campagne, saillans de leurs rangs, les uns sur les autres file à file, pour tascher à se prendre prisonniers, là où le premier qui attaque l'escarmouche est sous les barres de celuy de la bande opposite qui sort sur luy, et cetuy sous les barres de celuy de l'autre part saut en campagne sut luy ainsi les uns et les autres, tant que les deux troppes soient estroitement meslées. »

## Règles

### Un jeu souplement codifié
Comme pour de nombreux jeux sportifs traditionnels non institutionnalisés, les règles du jeu de barre varient d'un endroit à l'autre, voire d'un moment à l'autre. Les règles ci-dessous ne présentent donc que les éléments les plus communs ou bien ceux qui paraissent indispensables à la mécanique de ce jeu.

### Installation et engagement
Les barres opposent deux équipes constituées d'un nombre de joueurs à peu près équivalent qui s'affrontent sur un terrain rectangulaire.
Le but du jeu est de faire prisonnier les membres de l'équipe adverse.
Derrière les deux plus petits côtés du rectangle matérialisant le terrain de jeu se trouvent les camps des deux équipes, ces camps servent de position de départ pour les équipes en début de partie et de refuge une fois la partie commencée (on ne peut pas être capturé lorsqu'on se trouve dans un camp).
Au début de la partie, on effectue un engagement qui consiste pour l'un des joueurs de l'une des deux équipes à traverser le terrain pour aller au contact de l'équipe opposée et qui lancera le jeu parfois à l'aide d'une formule rituelle, souvent en tapant dans les mains d'un joueur adverse.

### Prise et délivrance
Dès lors, chaque joueur peut s'élancer hors de son camp pour tenter de capturer[Comment ?] un adversaire selon la modalité suivante : entre deux joueurs adverses quelconques qui se trouvent sur le terrain de jeu, le droit de prise est donné à celui des deux joueurs qui est sorti de son camp le plus récemment. Chaque joueur qui n'a pas été fait prisonnier peut retourner dans son camp quand il le souhaite et ressortir quand il le juge utile, en regagnant ainsi le droit de prise sur l'ensemble des adversaires situés sur le terrain de jeu.
Tout joueur ne peut néanmoins capturer qu'un seul adversaire à la fois, il doit en général l'accompagner ensuite à la "prison", endroit proche du camp opposé à celui du prisonnier. Un joueur accompagnant son prisonnier ne peut ni être capturé, ni faire d'autres prisonniers.
Les prisonniers peuvent constituer une chaîne à partir de leur prison, chaîne dont les joueurs seront délivrés par simple contact de la main d'un coéquipier libre.

### Campagne
La règle dite "de campagne", souvent présentée comme optionnelle, offre la possibilité de "faire campagne", c'est-à-dire de se réfugier dans le camp de l'équipe adverse plutôt que dans le sien. Tout en contribuant à rendre encore plus complexe le jeu, cette variante permet d'étendre les possibilités stratégiques des joueurs.

### Plusieurs versions des règles du jeu de barres
- « EPS50 - Jeux traditionnels adaptés au cycle 3 », sur ac-caen.fr via Wikiwix (consulté le 22 décembre 2023)
- « Les Barres », sur ressources-cemea-pdll.org via Internet Archive (consulté le 22 décembre 2023)